# Krone (Stolberg)
Die Krone war ein Tuchmacherhof in Stolberg. Das Gebäude ist vor einigen Jahren einer geänderten Straßenführung gewichen, hatte jedoch die Wirtschaftsentwicklung der Stadt wesentlich bestimmt.

## Allgemeines
Die Geschichte des ehemaligen Tuchmacherhofes ist in der Frühzeit ungeklärt. So konnte bis jetzt nicht ermittelt werden, wer das Gebäude errichtet hat. 
Der Hof befand sich in der Nähe des Stolberger Marktplatzes. Die gesamte Fläche einschließlich der benachbarten in Richtung Büsbach ausgerichteten Hänge gehörte zum Grundbesitz der Krone. Damit befand sich das Gebäude an einer verkehrstechnisch sehr günstigen Position, denn am benachbarten Vichtbachübergang lag eine Verbindungsstraße, auf der das in Gressenich abgebaute Galmeierz über Büsbach und Kornelimünster zur alten Römerstraße Aachen – Trier transportiert wurde. Ebenso wie die Krone profitierte der Tuchmacherhof Offermann von dieser Lage, er stand ab 1760 jedoch in direkter Konkurrenz zum Hof Krone.

## Besitz der Deuterone und Familie Schmidts

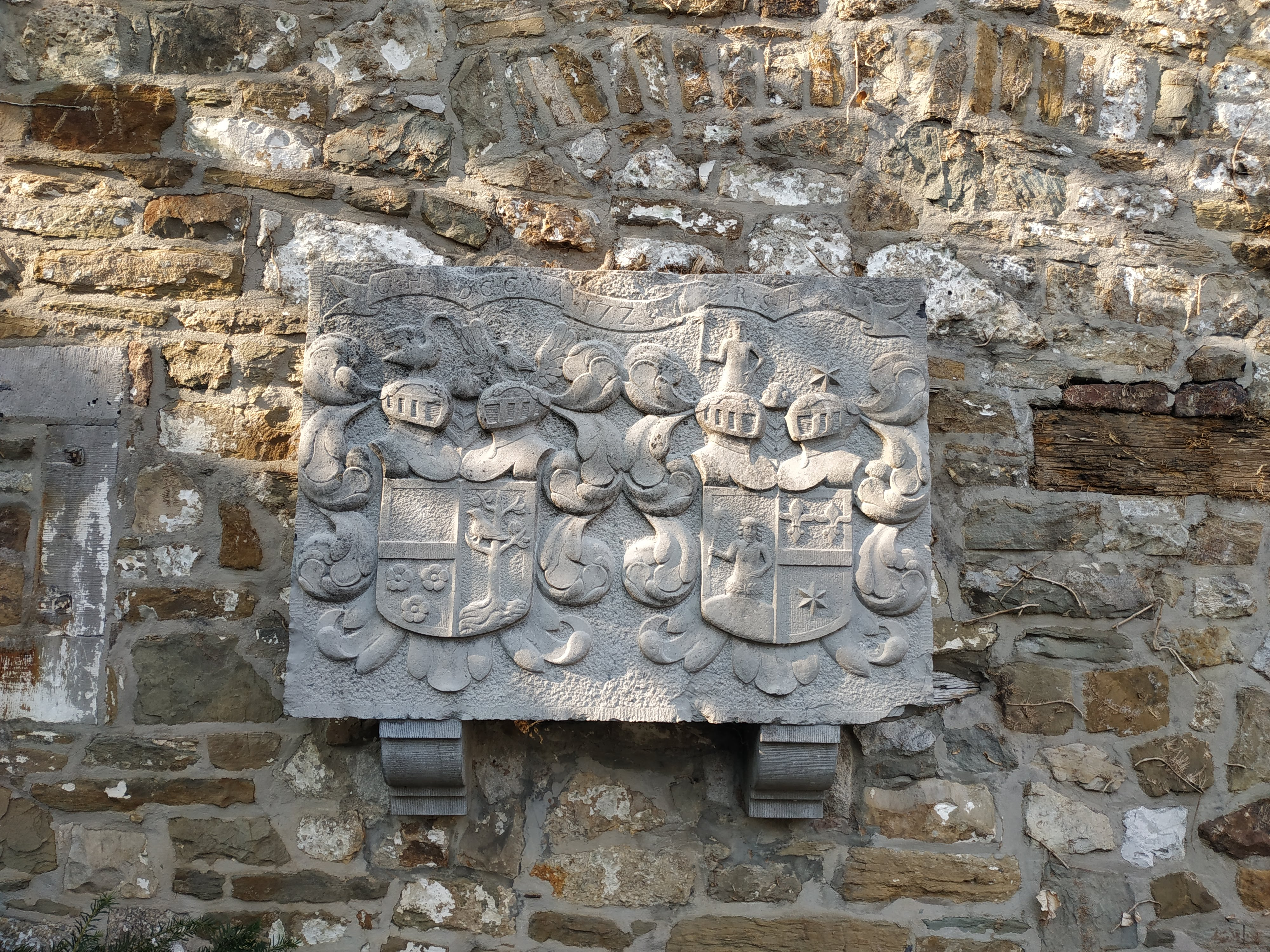
Allianzwappen des Kronenhofes

Die ersten verlässlichen historischen Daten über den Tuchmacherhof weisen auf das Jahr 1725. Es handelt sich um eine Wappentafel über dem Hoftor an der ehemaligen Ostfront des Gebäudes, die heutzutage an der Südfassade des ehemaligen Tuchmacherhofs Offermann zum Offermannplatz hin angebracht ist. Diese trägt die Buchstaben C H V D, C G V A, I B R S und A G L. Sie lassen sich die Namen Conrad Heinrich von Deuterone, Catherina Gertrud von Asten, Jakob Bernhard Rüttger Schmidths und Anna Gertrud Lynen zurückführen. 
Das Bemerkenswerte an diesem Wappenstein ist, dass der hierauf angebrachte Name Deuterone sowie drei Blumen mit Schwan, sonst in Stolberg nicht auftauchen. Lediglich in der Stolberger Vogelsangkirche existiert in einem Trümmerstück eines Wappenfensters ein Schwan.
Stattdessen findet sich der Name Deutecom bis ca. 1900 in den evangelischen Stolberger Kirchenbüchern. Er könnte im direkten Zusammenhang mit Deuterone stehen, wobei Deutecom die Bedeutung Vertriebener oder Verfolgter zukommt, was aus „Deus tecum“ (Gott mit dir) abgeleitet werden kann.
Von Deuterone/Deutecom könnte aber auch auf eine Herkunft aus Doetinchem hinweisen. Doetinchem (NL) hieß im 18. und 19. Jahrhundert auch Deutecom. Im Stadtwappen sind drei weiße Blumen zu sehen. Der Schwan (als Wetterfahne) ist auf den evangelisch-lutherischen Kirchen zu finden, als Erinnerung an einen Ausspruch von Johann Hus. 
Aufgrund eines zweiten im Hof vorhandenen Allianz-Wappens der Familien Schmitz-Lynen kann davon ausgegangen werden, dass sowohl Deuterone als auch Bernhard Jakob Rüttger Schmidts die Krone gleichzeitig nutzten.
Über Familie Schmidts ist bekannt, dass Bernhard Jakob Rüttger seine Frau Anna Gertraud Lynen um das Jahr 1738 verlor, von der er 12 Kinder hatte. Anschließend heiratete er seine Schwägerin Maria Eva. Aus dieser Ehe gingen weitere 4 Kinder hervor. Über das weitere Schicksal dieser Familie ist nichts bekannt.

## Besitz der Familie Stoltenhoff
Im Jahre 1771 übersiedelte Anton Sebastian Stoltenhoff (* 1745; † 1816) nach Stolberg und erwarb den Hof von einem unbenannten Verkäufer. Vermutlich hat der Hof von ihm den Namen Krone erhalten. Ein Schild über einem Tor, das die Jahreszahl 1765 trägt, zeigt erstmals das Zeichen der Krone. Eventuell wurde dieser Gebäudeteil bereits durch Anton Sebastian Stoltenhoff errichtet. 
Es kann davon ausgegangen werden, dass die Wollverarbeitung des Tuchmacherhofes Krone in der für das 19. Jahrhundert üblichen Art und Weise des ablief. Ein Großteil der zur Verarbeitung gelieferten Wolle wurde in Heimarbeit versponnen und zu Tuchen gewebt. Die Organisation des Geschäfts, insbesondere der Verkauf erfolgt über den Tuchfabrikanten. 
Der Sohn von Anton Sebastian Stoltenhoff war Georg Wilhelm Stoltenhoff (* 3. Mai 1782; † 15. November 1841). Er übernahm den Hof. Georg Wilhelm heiratete 1811 Johanna Katharina Christine Wuppermann, die Tochter von Johannes Wuppermann, dem damaligen Eigentümer der Alten Krautlade.
Nach dem Tod von Georg Wilhelm Stoltenhoff kam es zu einem gerichtlichen Versteigerungsverfahren. Offenbar war testamentarisch nicht geregelt worden, wie der Besitz zwischen den drei Söhnen aufgeteilt werden sollte. 
Die Versteigerungsunterlagen der damaligen Zeit weisen folgenden Besitz der Krone auf:
Das herrschaftliche Wohnhaus mit Fabrikgebäuden, Stallungen, Remisen, einem großen Hof mit Regensarg, Brunnen, Garten und nach hinten anschließenden Wiesen wurde zur Versteigerung angewiesen. Außerdem wurde eine zum Hof gehörende Färberei von Franz Mayen und der Witwe Friedrich Dautz versteigert. Hinzu kamen Gebäude in der der Burg benachbarten Klatterstraße, die aus Wohnhaus, Wollspüle, Wollbrühe, Stoffirkammer sowie einem Hof bestanden. Die Unterlagen listen außerdem den Wuppermanns Hof auf sowie eine Spinnerei in der Straße Schart. Zusätzlich wurden eine dort vorhandene Spinnerei mit Schererei, Kardentrockner, Felsen, die Wassergerechtigkeit des Vichtbaches mit Teich, einem großen Weiher und Wollwäsche versteigerte. Hinzu kam der Kautzenhof mit Wohngebäuden und Spinnerei, Nebengebäuden sowie Hof. Zusätzlich wurde der Schmitzenhof mit Frontgebäuden und Nebengebäuden einschließlich der Spinnerei, Wollmagazinen und Hof versteigert. Diverse Gärten, Wiesen und Äcker in Stolberg und Umgebung gehörten ebenfalls zum versteigerten Gut. Der geschätzte Wert der am 17. und 18. Oktober 1843 versteigerten Güter lag bei ca. 18.900 Thalern. Der tatsächliche Erlös der Versteigerung ist nicht bekannt.
Der Hof Krone wurde von Anton Sebastians drittem Sohn Johann Peter Stoltenhoff (* 9. April 1783; † 13. Juli 1872) erworben. Seine ausgezeichneten Kontakte und Verdienste für die Stadt Stolberg sorgten dafür, dass er zum königlichen Kommerzienrat ernannt wurde und lange Auslandsreisen unternahm. Auf diesen brachte er viele Kunstschätze in die Stadt. Johann Peter vergrößerte durch sein wirtschaftliches Geschick den Reichtum seiner Familie. Seine Bedeutung für die Stolberger Industrie ist detailliert dokumentiert und weist u. a. 3 Tuchfabriken auf, die 42 Webstühle besaßen. Er beschäftigte 225 Arbeiter und fertigte Ware im Wert von 180.000 Thalern.
Die sich dramatisch verschlechternde wirtschaftliche Entwicklung aufgrund des österreichisch-italienisch-französischen Krieges im Jahre 1859 hatte auch auf den Tuchmacher Johann Peter Stoltenhoff Auswirkungen. Er verlor sein komplettes Vermögen.

## Besitz der Ketschenburg-Brauerei

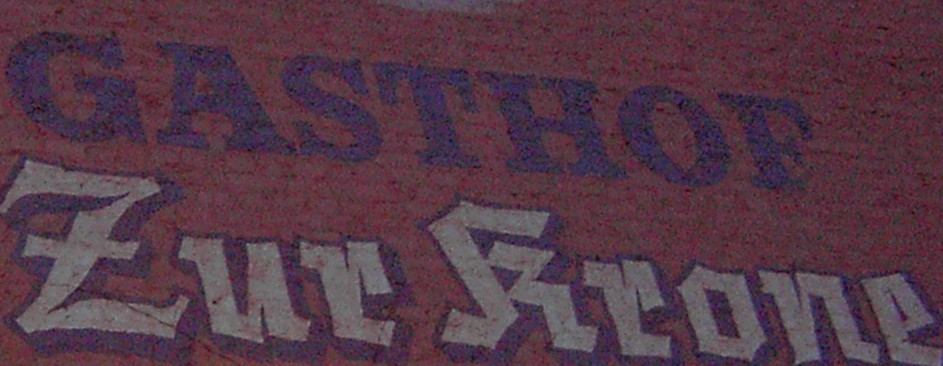
Wandreklame „Zur Krone“

1860 erwarb der Brauereibesitzer der Ketschenburg-Brauerei Richard Brückmann die Gartengrundstücke der Krone.
Nach Johann Peter Stoltenbergs Tod wurde auch das Gebäude an Richard Brückmann verkauft, der dort bis zum Jahre 1907 in den vorderen Teilen des Gebäudes eine Gaststätte einrichtete. Anschließend folgten ihm die Gastwirte Fritz Grass und zuletzt der Gastwirt Schramm. Die Gaststätte trug den Namen „Zur Post“ als Erinnerung daran, dort bis 1892 dort die Stolberger Post untergebracht war. Die hinteren Gebäude wurden als Wohngebäude genutzt.
1972 musste der ehemalige Tuchmacherhof einer geänderten Straßenführung weichen. Lediglich eine Wandreklame mit dem Namen „Zur Krone“ erinnert heute noch an das ehemalige Gebäude.